# Флюрлінген
Флюрлінген (нім. Flurlingen) — громада  в Швейцарії в кантоні Цюрих, округ Андельфінген.

## Географія
Громада розташована на відстані близько 125 км на північний схід від Берна, 35 км на північ від Цюриха.
Флюрлінген має площу 2,4 км², з яких на 22,8% дозволяється будівництво (житлове та будівництво доріг), 17% використовуються в сільськогосподарських цілях, 56,4% зайнято лісами, 3,7% не є продуктивними (річки, льодовики або гори).

## Демографія
2019 року в громаді мешкало 1477 осіб (+3,4% порівняно з 2010 роком), іноземців було 14,2%. Густота населення становила 613 осіб/км².
За віковим діапазоном населення розподілялося таким чином: 20,5% — особи молодші 20 років, 61,7% — особи у віці 20—64 років, 17,7% — особи у віці 65 років та старші. Було 633 помешкань (у середньому 2,3 особи в помешканні).